# 菲茨威廉小键琴曲集

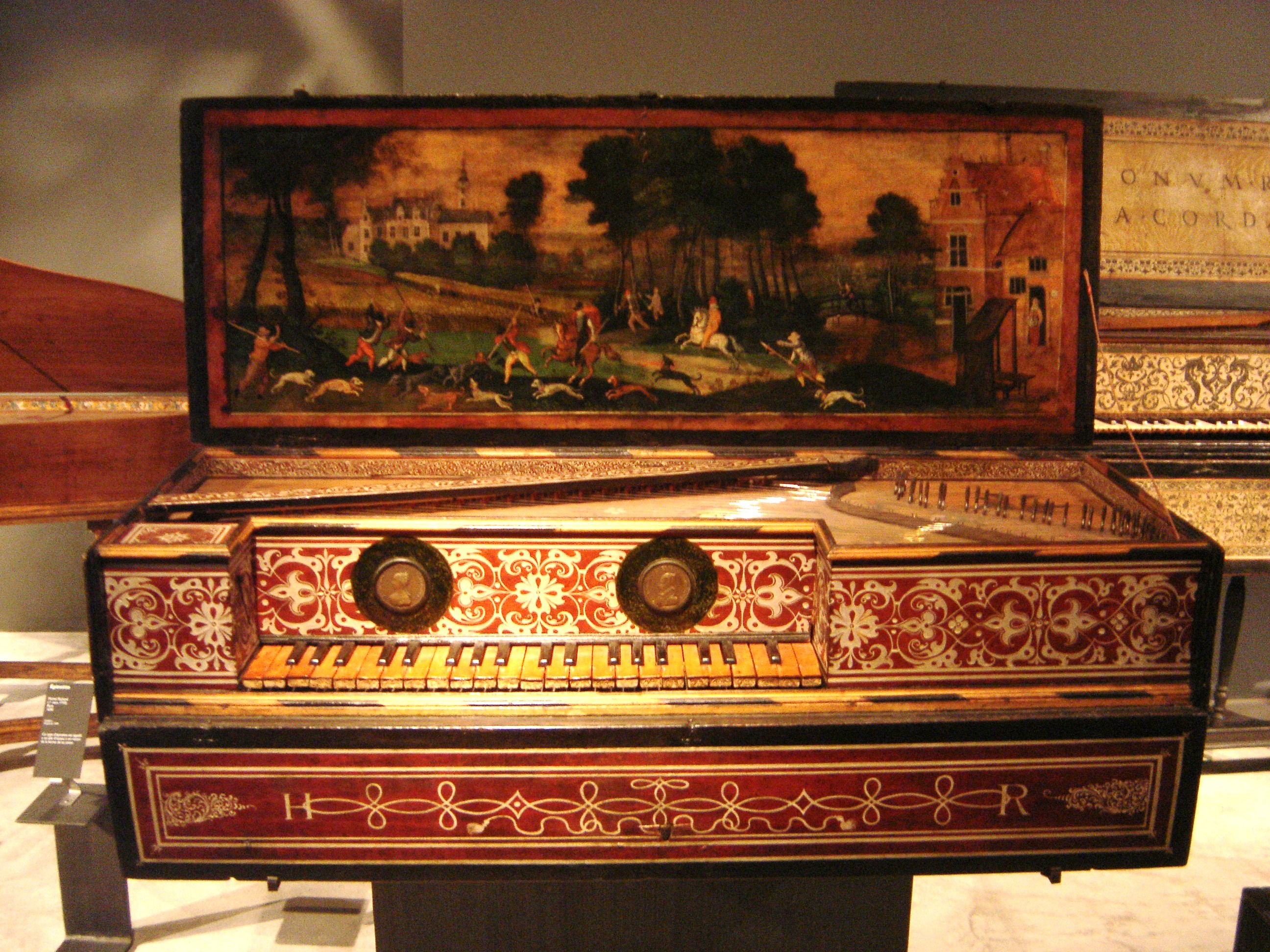
小键琴（維金納琴）

《菲茨威廉小键琴曲集》（英語：Fitzwilliam Virginal Book）是英国伊莉莎白時代晚期到詹姆士一世时代早期的键盘音乐曲集手抄本。與《内维尔夫人曲集》同是文艺复兴时期重要的键盘音乐文献。
名字中的小键琴是指相对于大键琴较小、便携的键盘乐器維金納琴。曲集适用于包括风琴在内的各种键盘乐器。

## 歷史
手抄本本身沒有標題。书名源自菲茨威廉子爵，1816年菲茨威廉把手抄本作为遗产捐赠给剑桥大学，现在手抄本存在剑桥的菲茨威廉博物馆。

## 外部連結
- The Fitzwilliam Virginal Book：国际乐谱典藏计划上的乐谱